# Побит-Камик (Кюстендильська область)
Поби́т-Ка́мик (болг. Побит камък) — село в Кюстендильській області Болгарії. Входить до складу общини Трекляно.

## Населення
За даними перепису населення 2011 року у селі проживали 2 особи.
Розподіл населення за віком у 2011 році:
Динаміка населення: